# Orchard Hills, Pennsylvania
Orchard Hills är en så kallad census-designated place i Armstrong County i Pennsylvania. Vid 2020 års folkräkning hade Orchard Hills 1 949 invånare. 